# Victor Buono
Victor Charles Buono (født 3. februar 1938, død 1. januar 1982) var en amerikansk skuespiller, komiker og for en kort stund en musiker.